# Gilberto Muniz Dantas
Gilberto Muniz Dantas (Fagundes, 1 de janeiro de 1957) é um político brasileiro.  Filiado ao MDB, ex-prefeito prefeito do município de Fagundes.

## Biografia
Filho de Severino Ferreira Dantas, primeiro prefeito da Segunda Emancipação Política de Fagundes, em 1961,  e Dona Terezinha Muniz Dantas.
Começou a sua carreira política sendo o presidente do extinto PDS, hoje DEM, no final da década de 1970, foi assessor do tio e prefeito José Ferreira Dantas da ARENA, secretário dos governos de José Domingos do PDS (1983-1987) e de Roberto Dantas do PMDB (1993-1996).
Em 1988 rompeu com o grupo politico liderado pelo seu tio Zuca Ferreira, filia-se ao PL, hoje PR e se candidata a vice-prefeito da oposição do grupo político de Zuca Ferreira, tendo como candidato a prefeito, o ex-prefeito Belarmino Borba, perde as eleições de 1988.
Em 1991, filia-se ao PMDB, onde consegue eleger seu irmão Roberto Dantas, prefeito de Fagundes em 1992, numa chapa "puro-sangue" tendo como vice-prefeito João Dudu. Em 2000 candidata-se a prefeito pela primeira vez, tendo como vice-prefeito João Dudú, perdem a campanha para o então prefeito José Martins do PFL. Em 2004 volta a concorrer novamente à Prefeitura de Fagundes em uma coligação com PMDB, PRP, PDT, PPS e PT tendo como vice-prefeito Arnaldo Honório do PRP, conseguem derrotar o candidato do governo, seu primo Arnaldo Ferreira do PTB, mais conhecido como Dadá; em 2008 reedita a dobradinha de 2004 e se reelege prefeito de Fagundes em uma coligação com PMDB, PRB e PRTB.
Em 2011 foi inocentado de uma acusação de compra de votos, na campanha à prefeitura.
Gilberto foi casado com dona Magna Risucci Dantas com quem teve dois filhos Artur e Danielle , teve mais um filho Matheus Henrrrique com Amara Nunes, casou-se ainda com  Ana Paula U Dantas Brilhante, e vive desde 2013 em união estável com Vanuska Mikaela Virgulino. 